# 卡斯泰洛峰 (勒蓬廷山)
46°24′56.3″N 8°33′54.7″E / 46.415639°N 8.565194°E
卡斯泰洛峰（Pizzo Castello），是瑞士的山峰，位於該國南部，由提契諾州負責管轄，屬於勒蓬廷山的一部分，海拔高度2,808米，每年平均降雨量2,204毫米。